# Средишње висоравни Шри Ланке
Средишње висоравни Шри Ланке су висоравни у средишњем делу Шри Ланке у којој се налазе три заштићена подручја:
- Резерват дивљине врха Шри Пада ( синхалски језик за "Свети отисак стопала"), основан 1940. године, има површину од 22.380 хектара; Током века, све до данашњих дана, Шри Пада или Адамов врх је постао једно од најважнијих ходочасничких места у земљи за будисте, хиндуисте, али и муслимане и хришћане, који посећују његов 1,8 м висок каменити врх у облику трага стопала.
- Национални парк Хортонске равнице, основан 1969. године на источној страни висоравни као парк природе (национални парк од 1988). Археолошки налази показују да је су ово подручје заузели мезолитски људи. Недавна системска археолошка истраживања, на бази научне анализе, су доказале да је човек овде ловио храну током глацијалног максимума (24000-18500. п. н. е.). Трагови пољопривреде спаљивањем и испаше стоке су откривени у наредном раздобљу, као и докази о почецима узгоја житарица (зоб и јечам) током пост-глацијалног раздобља (17600—16000. п. н. е.). Системски узгој пиринча у раздобљу 13000—8700. п. н. е. довео је до пада узгоја зоби и јечма. Између 8000. и 3600. п. н. е., са све сушнијим условима земљорадња се смањује, а у наредном раздобљу подручје је било готово напуштено.
- Шумски резерват Кнуклес поседује трагове људског живота из мезолитика, старијег гвозденог доба и претколонијалног раздобља (пре 1505. год.). Неколико локалитета старих око 30.000 година су идентификовани и повезани реликвијама, основним врстама алата од микролита. Бројне пећине мезолитичког човека су недавно идентификоване, као и неколико пећина из гвозденог доба (од 2. века п. н. е. до 1. века).

Ова тропска кишна шума је велика 22.380 хектара, а налази се између 1000 и 2.500 метара надморске висине. Она је од 2010. године уписана на УНЕСКОв Списак места Светске баштине у Азији и Аустралазији због великог броја ендемских биљака (34% Шри Ланке), као и 408 врста кичмењака (51% ендема на острву), од којих су 5 ендемских врста сисара, као што су Ружичастоглави лангур (Trachypithecus vetulus), Шриланкашки леопард (Panthera pardus kotiya) и Црвени витки лорис (Loris tardigradus), и 8 јако угрожених. Ту живи и 83% угрожених слатководних риба, 81% водоземаца и 51% рептила, као и 5 ендемских и 20 угрожених врста птица Шри Ланке.